# 康寄遥
康寄遥（1880年11月5日—1968年5月21日），陕西省西安临潼人，清末民初中國社會活動家、宗教領袖、诗人、书法家、佛教居士、教育学家。京师优级师范学堂第一批毕业生，1911年毕业后回西安参加辛亥革命，历任陕西军政府财政司次长；中国国民党陕西支部文事科干事。1913年主办并执教西北大学预科。

## 代表作
- 《太虚大师弘法记》，河南人民出版社，1997。
- 《陕西佛寺记略》

## 家庭
- 孙：康正果
- 曾孙：康乐